# Mana (mandeísmo)
La palabra mandea mana es un término que equivale aproximadamente al concepto filosófico de nous. Se ha traducido como ‘mente’, ‘alma’, ‘tesoro’, ‘vestidura’, ‘inteligencia’, ‘corazón’, ‘espíritu’, ‘ser’; o alternativamente como ‘nous’, ‘consciencia’ o ‘recipiente’.
Theodor Nöldeke sostuvo que la palabra era de origen iraní.

## Significado
E. S. Drower (1960) traduce el significado literal arameo de mana como ‘prenda, túnica, vehículo, recipiente, instrumento’. Simbólicamente, se refiere al «alma» o  «mente». Drower compara el mana con el concepto valentiniano de Sophia (Sabiduría) y el concepto marcosiano de Ennoia (idea, pensamiento).

## En las escrituras mandeas
Todos los himnos del Libro 2 del Ginza de izquierda, en los que el mana se lamenta haber sido arrojado al mundo físico, comienzan con el siguiente estribillo:

Mana ana ḏ-hiia rbia
Mana ana ḏ-hiia rurbia
Mana ana ḏ-hiia rbia
Soy un mana de la Gran Vida
Soy un mana de la Poderosa Vida
Soy un mana de la Gran Vida

«Soy un mana de la Gran Vida» (mana ana ḏ-hiia rbia) también se utiliza con frecuencia en el mandeo Libro de Juan. En el salmo 5 de los Salmos de Tomás, la frase «tesoro de la vida» se deriva de la fórmula mandea antes mencionada de acuerdo con Torgny Säve-Söderbergh. Los gnósticos valentinianos también han tomado prestada esta frase del mandeísmo.
En el Libro 3 del Ginza de derecha, el «mana dentro del mana» y la «fruta (pira)  dentro del fruto» existían incluso antes de que surgiera el universo espiritual (el Mundo de Luz) con sus uthras y emanaciones.
En el Libro 5, Capítulo 1 del Ginza de derecha (también conocido como el «Libro del Inframundo»), Hag y Mag, dos habitantes del Mundo de Tinieblas, son descritos como los dos manas de la oscuridad.
Sobre el origen del mana (razón o mente) en la humanidad, el Libro 10 del Ginza de derecha afirma:  : 272 
Así, cuando Ptahil fue a ver a su padre Abatur, se llevó (lejos) un Mana oculto (mana kasia), que les había sido dado de la casa de la Vida. Y lo trajo (de vuelta) y lo arrojó a Adán y a su esposa Hawa.

## Como nombres del Hayyi Rabbi
De acuerdo con E. S. Drower, el nombre Gran Mente o Gran Mana se refiere a la  «superalma» o «mente superior», la manifestación más temprana de Hayyi (‘Vida’), a partir de la cual el alma de un humano podría verse como un chispa o pieza temporalmente  desprendida. En el libro tercero del Ginza de derecha, se dice que Hayyi «se formó a sí mismo a semejanza del Gran Mana, del cual surgió».